# Aqueduc d'Auguste (Naples)
Pour les articles homonymes, voir Aqueduc d'Auguste.

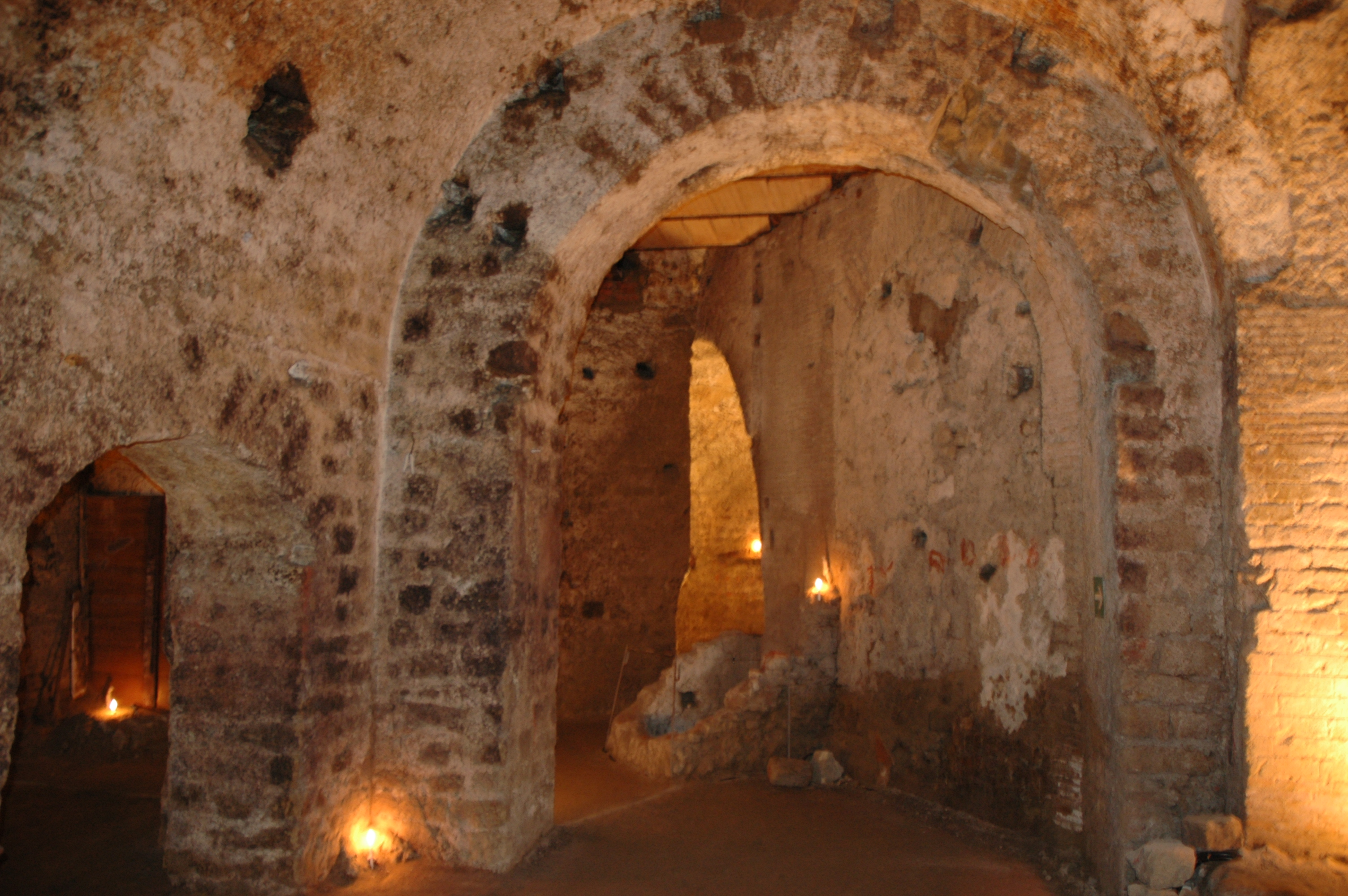
Restes du double pont de l'aqueduc d'Auguste à via Arena alla Sanità, à Naples.

L'Aqueduc d'Auguste (Aqua Augusta) est un ancien aqueduc romain de la région de Naples. Construit entre 27 et 10 av. J.-C. sur les ordres de l'empereur Auguste, il devait suppléer l’Aqueduc Marcia, et l’Aqueduc Claudia. Il fournissait de l'eau à huit cités de la baie de Néapolis comme Pompéi, Stabies et Nola, et se terminait après 140 km dans la piscina mirabilis au port de Misène.
Peu de vestiges de cet ouvrage restent visibles aujourd'hui.

## Dans la culture
C'est le décor d'un roman de Robert Harris, Pompéi.